# Portofino
Portofino – miejscowość i gmina we Włoszech, w regionie Liguria, w mieście metropolitalnym Genua, około 25 km na południowy wschód od centrum Genui. Jedna z najbardziej ekskluzywnych małych miejscowości wypoczynkowych we Włoszech. W miasteczku znajduje się niewielki port jachtowy, a przy nim butiki słynnych domów mody. Duża popularność wśród celebrytów sprawiła, że tutejsze hotele i restauracje należą do najdroższych na Riwierze Włoskiej.
Według danych na rok 2004 gminę zamieszkiwało 529 osób, 264,5 os./km².

## Zabytki i atrakcje turystyczne
- kościół San Giorgio (wł. Salita San Giorgio), w którym podobno znajdują się szczątki św. Jerzego, według legendy przywiezione tutaj przez miejscowych korsarzy w XII wieku;
- latarnia morska;
- Parco Naturale di Monte di Portofino, park krajobrazowy obejmujący wzgórze nad miasteczkiem;
- Castello Brown z 1557 roku;
- Podwodna statua Il Cristo degli Abissi.

## Portofino w kulturze masowej
Do popularyzacji Portofino przyczyniła się bestsellerowa powieść Zaczarowany kwiecień (The Enchanted April, 1922) pióra Elizabeth von Arnim. Autorka rozpoczęła pracę nad książką przebywając na zamku Castello Brown w Portofino w kwietniu 1921. W 1991 roku powieść doczekała się drugiej ekranizacji: nakręconego na zamku Castello Brown Czarownego kwietnia (Enchanted April) w reżyserii Mike’a Newella. Portofino opiewali w piosenkach Engelbert Humperdinck i Fred Buscaglione, a Sława Przybylska, Anna German, Katarzyna Groniec, Dominika Żukowska oraz Magda Umer śpiewały jego „Miłość w Portofino” z polskimi słowami Agnieszki Osieckiej.